# Смолвил
Смолвил (енгл. Smallville), је серија која је почела да се приказује 2001. на америчкој телевизији Ворнер брадерс, где је приказано пет сезона, а шеста сезона се почела емитовати у јесен 2008. на новој ТВ станици Си-Даблју (CW), насталој спајањем мрежа Ворнер брадерс и Ју-Пи-Ен (UPN). 
Финале серије је приказано 13. маја 2011. године.
У Србији је приказана од прве до пете сезоне на телевизији Пинк.
Основна идеја серије је откривању тајни из живота стрип-хероја Супермена. Користећи се стрип предлошком створена је прича о младом Супермену који тек открива своје моћи и своје порекло, а све то је смештено у модерно доба.

## О серији

### 1. сезона
Године 1989. киша метеорита је засула амерички градић Смолвил. Метеорити су однели велики број живота, а њихова радиоактивност је многима дала натприродне способности. Џонатан (Џон Шнајдер) и Марта (Анет О’Тул) Кент су фармери из околине Смолвила који немају деце. На дан пада метеорита они су у кукурузном пољу пронашли дечака и решили да га усвоје. Уз то су нашли и чудну летелицу коју су касније сакрили. Уз пут су помогли милионеру Лајонелу Лутору (Џон Главер), власнику Луторкорпа, да спасе сина Лекса који је од удара метеорита остао без косе. Као знак захвалности Лутор сређује папире за усвајање детета Кентових.
Године 2002. усвојено дете је већ порасло у средњошколца Кларка (Том Велинг), који похађа средњу школу у Смолвилу, заједно са својим пријатељима Питом Росом и Клои Саливан (Алисон Мак), те заједно са њима, ради на школским новинама. Кларк је заљубљен је у навијачицу Лану Ланг (Кристин Крук), а у тој заљубљености не види да се за његово срце бори њена најбоља пријатељица Клои. Лана је већ у вези са Витнијем Фордманом (Ерик Џонсон), играчем америчког фудбала у школском тиму. Такође, Лана носи огрлицу, направљену од дела зеленог метеора, који је убио њене родитеље, једине супстанце, која штети Кларку Кенту, па он слаби сваки пут када му се Лана приближи.
Поред свих тинејџерских проблема Кларк мора да сакрије своје натприродне способности, а за које знају само његови родитељи, најбољи пријатељ Пит (Сем Џоунс III) и пријатељица Клои. Наиме, Кларк потиче са планете Криптон и он је једини преживели потомак своје врсте. Он је исти као сви други људи, само што има натприродно велику снагу и може да развија велику брзину, а притом је отпоран на све нападе. Временом његове моћи сазревају па добија рендгенски вид, може да развија велику топлоту из очију...
Једног дана Кларк успева да спаси живот Лексу Лутору (Мајкл Розенбаум), који је дошао у Смолвил како би управљао фабриком ђубрива у име свога оца. Пошто му је спасио живот и подарио, како он то назива, „другу шансу”, тада они постају пријатељи, с тим што је Лексу нејасно како га је Кларк спасао и временом Кларк постаје Лексова опсесија и постаје сумњичав према Кларку и његовој породици. Лекс ће тражити помоћ од корумпираног новинара, Роџера Никсона, да му помогне да истражи што више о Кларку.
Кларк развија пријатељство са Ланом, те се они јако зближавају, а како се Витни морао бринути за свог трајно оболелога оца, све се мање виђао са Ланом. Лана проживљава неколико промена у свом животу, укључујући раскид са Витнијем (који на крају сезоне се пријављује у маринце) и одустајање од навијања, те запошљавање као конобарица у Талону, где она постаје и менаџер када га Лекс Лутор купи. 
Користећи своје моћи Кларк успева да спасе велики број живота и реши мистерије Смолвила које је изазвао пад метеорита. Међутим, Кларк мора да се пази зеленог криптонита, од кога су били сачињени метеори, а који је узрок слабљења његових моћи.

## Улоге
- Том Велинг као Кларк Кент, младић са надљудским моћима који покушава да пронађе смисао свог живота након открића да је ванземаљац и користи своје моћи да помогне особама у опасности. У првој сезони Кларк има потешкоћа због потребе да чува своју тајну и своје жеље да води нормалан живот. Након више месеци избора, Велинг је одабран за улогу Кларка.[2] Дејвид Натер је морао да убеди Велинговог менаџера да му ова улога неће угрозити филмску каријеру да би Велинг уопште прочитао сценарио пилот епизоде. Након што је прочитао сценарио, Велинг се сложио да се појави на аудицији за улогу Кларка Кента.[3]
- Кристин Крук као Лана Ланг, Кларкова сусеткиња. Услед туге због губитка својих родитеља, она има саосећање за сваког и осећа се повезана са Кларком.[4] Крукова је била прва глумица одабрана да глуми у овој серији, након што је Натер видео касету коју је Крукова послала.[3] Иако је напустила серију након седме сезоне,[5] Крукова се појавила у још пет епизода у осмој сезони као специјални гост.[6]

| Глумац          | Улога                      | Појављивање                                              |
| Том Велинг      | Кларк Кент                 | сезона 1 - до краја                                      |
| Кристин Крук    | Лана Ланг                  | сезона 1 - сезона 7 (специјални гост у осмој сезони)     |
| Мајкл Розенбаум | Александер „Лекс“ Лутор    | сезона 1 - сезона 7. (специјални гост у 8. и 10. сезони) |
| Алисон Мак      | Клои Саливан               | сезона 1 - до краја                                      |
| Анет О’Тул      | Марта Кент                 | сезона 1 - сезона 6. (специјални гост у 9. и 10. сезони) |
| Џон Главер      | Лајонел Лутор              | сезона 1 - сезона 7 (специјални гост у 10. сезони)       |
| Џон Шнајдер     | Џонатан Кент               | сезона 1 - сезона 5 (специјални гост у 10. сезони)       |
| Ерика Дуранс    | Лоис Лејн                  | сезона 4 - до краја                                      |
| Сем Џоунс III   | Пит Рос                    | сезона 1 - сезона 3 (једна епизода у сезони 7)           |
| Ерик Џонсон     | Витни Фордман              | сезона 1, једна епизода у сезони 2                       |
| Џенсен Аклс     | Џејсон Тиг                 | сезона 4                                                 |
| Арон Ешмор      | Џими Олсен                 |                                                          |
| Лора Вандерворт | Кара Зор-Ел                |                                                          |
| Кесиди Фримен   | Тес Мерсер                 |                                                          |
| Сем Витвер      | Дејвис Блум/Думсдеј        |                                                          |
| Џастин Хартли   | Оливер Грин/Зелени Стрелац |                                                          |
| Калум Блу       | генерал Зод                |                                                          |

### Споредне улоге
| Глумац            | Улога            | Појављивање                                            |
| Теренс Стамп      | Џор-Ел (глас)    |                                                        |
| Ијан Самерхолдер  | Адам Најт        |                                                        |
| Џејмс Марстерс    | Брејнијак        |                                                        |
| Кристофер Рив     | Вирџил Свон      | 2 епизоде; Рив је преминуо током емитовања пете сезоне |
| Марго Кидер       | Бриџет Кросби    |                                                        |
| Џејн Симор        | Женевјев Тиг     |                                                        |
| Сара Картер       | Алиша Бејкер     |                                                        |
| Кајл Гарнер       | Барт Ален/Импулс |                                                        |
| Брајан Остин Грин | Метало           |                                                        |

## Продукција

### Развој идеје
Компанија Tollin/Robbins Productions је првобитно желела да створи серију о младом Брусу Вејну, али је филмски одсек компаније Warner Bros. већ одлучио да сними филм о Бетменовом почетку, и није хтела да се такмичи са неком телевизијском серијом. Tollin/Robbins су 2000. питали Питера Рoта, председника телевизијскок оседка компаније Warner Bros., о креирању серије о младом Супермену. Исте године, Алфред Гоф и Мајлс Мајлар су направили пилот-епизоду засновану на филму Ликвидатор. Након што је погледао ту пилот-епизоду, Рот је затражио од Гофа и Мајлара да направе пилот-епизоду о младом Супермену; двојац је смислио правило "без костима, без летења" да Кларк неће летети или носити Суперменово одело у серији.
Гоф и Мајлар су желели да оголе Супермена то његове голе суштине, истражујући зашто је Кларк Кент постао Човек од челика. Веровали су да, пошто нису обожаваоци стрипова нити су добро упознати са светом Супермена, да ће имати непристрасан приступ серији. Гоф и Мајлар су учили о ликовима, истраживали стрипове и бирали шта се њима свидело. Своју идеју су представили телевизијама The WB и Fox истог дана. Уследила је борба између телевизијских станица, а The WB се обавезао да приказује 13 епизода.
Иако су Рот, Гоф и Мајлар знали да ће серија имати нагласак на акцији, желели су достигну „иконографију централног дела САД” као што је то успело серији Седмо небо. Да би створили праву атмосферу, тим је одлучио да ће метеорска киша која је донела Кларка на Земљу бити иронични темељ серије. Основни разлог његовог живота на Земљи и натприродних бића против којих се Кларк мора борити, ће одузети родитеље девојци коју воли и покренуће Лекса Лутора према мрачном путу. Рот је хвалио Кларков сукоб са чињеницом да је његов долазак изазвао много бола.
Тврорци серије су такође морали да објасне зашто би се Лекс Лутор дружио са младим особама. Створили су осећај усамљености у овом лику, што би га по њима гонило да се дружи са тинејџерима, а исти осећај усамљености имали су и Кларк и Лана. Гоф и Мајлар су хтели да имају противтежу Кентовима и створили су лик Лајонела Лутора, Лексовог оца, кога су замислили да врши експеримент у екстремном родитељству". Такође су желели млађи брачни пар Кент, да би више били укључени у Кларков живот и да му помогну на његовом путу. Клои Саливан (још један лик створен за потребе ове серије), је замишљен као „странац” који је потребан серији да осигура да ће неко приметити чудна дешавања у Смолвилу више него као нека „претходница Лоис Лејн”.
Warner Bros. је описивао Смолвил као реинтерпретацију из корена митологије о Супермену. Када је породица Џерија Сигела поново стекла ауторска права на ликом Супербоја, спор око кршење ауторских правакршења ауторски права се покренуо око права на интелектуално власништво над измишљеним градићем Смолвилом и истицане су сличности између Супербоја и Кларка Кента из серије. Према Сигеловим наследницима, Смолвил „је део приче о Супербоју” (над којим они држе ауторска права).